# Pequod Glacier
Pequod Glacier är en glaciär i Antarktis. Den ligger i Västantarktis. Argentina, Chile och Storbritannien gör anspråk på området. Pequod Glacier ligger 449 meter över havet.
Terrängen runt Pequod Glacier är kuperad västerut, men österut är den platt. Pequod Glacier ligger uppe på en höjd. Trakten är obefolkad. Det finns inga samhällen i närheten.